# Glyphipterix medica
Glyphipterix medica là một loài bướm đêm thuộc họ Glyphipterigidae. Nó được tìm thấy ở Nam Phi và Seychelles.